# شهرستان کوندینسکی
شهرستان کوندینسکی (به لاتین: Kondinsky District) یک شهرستان در روسیه است که در ناحیه خودگردان خانتی-مانسی واقع شده‌است.